# كمال شهر
كمال شهر (بالفارسية: کمال‌شهر) هي مدينة تقع في إيران في قسم. يقدر عدد سكانها بـ 80,435 نسمة .